# Estádio Monumental de Maturín
O Estádio Monumental de Maturín (em castelhano: Estadio Monumental de Maturín), popularmente conhecido como O Colosso de Maturín (em castelhano: El Coloso de Maturín) é um estádio de futebol localizado na cidade de Maturín, na Venezuela. Oficialmente inaugurado em 17 de junho de 2007, foi construído para ser a principal sede da Copa América de 2007, sendo o maior estádio do país em capacidade de público, podendo comportar até 52 000 espectadores.
O Monagas S.C., tradicional clube venezuelano sediado em Maturín, manda ali seus jogos oficiais por competições nacionais e continentais. Além disso, o estádio também costuma ser a principal casa onde a Seleção Venezuelana de Futebol manda suas partidas amistosas e oficiais válidas por competições continentais.